# Seznam německých názvů vodních toků v Česku
Tento seznam obsahuje německé názvy (exonyma) českých vodních toků.
Tento seznam by měl sloužit pro orientaci v starých písemných pramenech, mapách atd., nikoliv pro překlad českých názvů řek do němčiny. Většina z těchto německých názvů by při použití v současnosti byla nesrozumitelná.
- Bečva – Betschwa
- Berounka – Beraun[p 1]
- Bílina – Biela
- Bílý Halštrov – Weisse Elster[p 2]
- Bítýška – Bittischka
- Blanice (přítok Otavy) – Flaniz či Blanitz
- Blanice (přítok Sázavy) – Blanitz
- Blata – Blata
- Brtnice – Pirnitzer Bach
- Budišovka – Dürre Bautsch
- Bystřice (přítok Cidliny) – Bistritz
- Bystřice (přítok Moravy) – Feistritz
- Bystřice (přítok Ohře) – Wistritz
- Cidlina – Zidlina
- Čermenský potok – Tscherbeneyer Wasser
- Černá (přítok Malše) – Schwarzau či Schwarzaubach
- Černá (přítok Zwickauer Mulde) – Schwarzwasser[p 2]
- Dědina (Zlatý potok) – Diedina
- Desná (přítok Kamenice) – Desse
- Desná (přítok Moravy) – Tess
- Divoká Orlice – Wilde Adler
- Dřevnice – Drewnitz
- Dyje – Thaya [p 3]
- Flájský potok – Flöha[p 2]
- Haná – Hanna
- Chomutovka – Kometau, Komotau[p 4] či Assigbach
- Jihlava – Igel
- Jizera – Iser
- Kamenice (přítok Jizery) – Kamnitz
- Kamenice (přítok Labe) – Kamnitz
- Kouba – Chamb[p 2]
- Křemelná – Kieslingbach či Kiesleitenbach
- Křinice – Kirnitzsch[p 2]
- Labe – Elbe[p 2]
- Liboc – Aubach
- Liščí potok (přítok Vilémovského potoka) – Hainsbach
- Litava – Leitha či Littawa
- Litavka – Littawa
- Lomnice – Lamitz
- Losenice – Losnitz
- Loučná – Lautschna
- Lučina – Lutschina
- Luční potok (přítok Vilémovského potoka) – Heimichbach
- Lužická Nisa – Lausitzer Neisse[p 2]
- Lužnice – Lainsitz[p 3] či Luschnitz
- Malá Úpa – Kleine Aupa
- Malše – Maltsch[p 3]
- Mandava – Mandau[p 2]
- Metuje – Mettau
- Mikulášovický potok – Nixdorfer Bach
- Modla – Model, Morellenbach
- Morava – March[p 3]
- Moravice – Mohra
- Moravská Dyje – Mährische Thaya[p 3]
- Moravská Sázava – Mährische Sasau či Zohsee
- Mže – Mies[p 2][p 5]
- Nežárka – Naser
- Odra – Oder[p 2]
- Odrava – Wondreb[p 2]
- Ohře – Eger[p 2][p 6]
- Olše – Olsa
- Opava – Oppa
- Opavice – Goldoppa
- Orlice – Adler
- Oskava – Oskawa
- Oslava – Oslawa či Oslau
- Osoblaha – Hotzenplotz (na dřívější pruské části toku) nebo Ossa (na dřívější rakouské části toku)
- Ostravice – Ostrawitza
- Otava – Wottawa
- Ploučnice – Polzen
- Radbuza – Radbusa
- Rolava – Rohlau
- Romže – Rhomscha či Hromza
- Rotava – Rothau
- Rožnovská Bečva – Untere Betschwa
- Sázava – Sasau či Sazawa
- Sebnice/Vilémovský potok – Sebnitz[p 2]/Wölmsdorfer Bach
- Skalice – Skalitz
- Smědá – Wittig
- Smutná – Smutna
- Spréva – Spree[p 2]
- Stěnava – Steine, Stynau, Steinwasser či Steinau
- Střela – Schnella
- Studená Vltava – Kalte Moldau[p 2] či Altwasser
- Svatava – Zwodau
- Svídnice – Schweinitz[p 2]
- Svitava – Zwitta
- Svitavka – Zwittebach[p 2]
- Svratka – Schwarza či Schwarzach
- Šenovský potok – Schönauer Bach
- Teplá – Tepl
- Teplá Vltava – Warme Moldau
- Tichá Orlice – Stille Adler
- Třebovka – Böhmische Triebe
- Úhlava – Angel
- Úpa – Aupa
- Úslava – Uslawa
- Velička (přítok Bečvy) – Welicka
- Velička (přítok Moravy) – Weleczka
- Vidnávka – Weidenauer Wasser
- Vlára – Wlara či Wlar
- Vltava – Moldau
- Volyňka – Wolinka
- Vsetínská Bečva – Obere Betschwa
- Vydra – Widra
- Zlatý potok (přítok Losenice) – Goldbach
- Želivka – Zeliwka